# Bleckenburgstraße 8

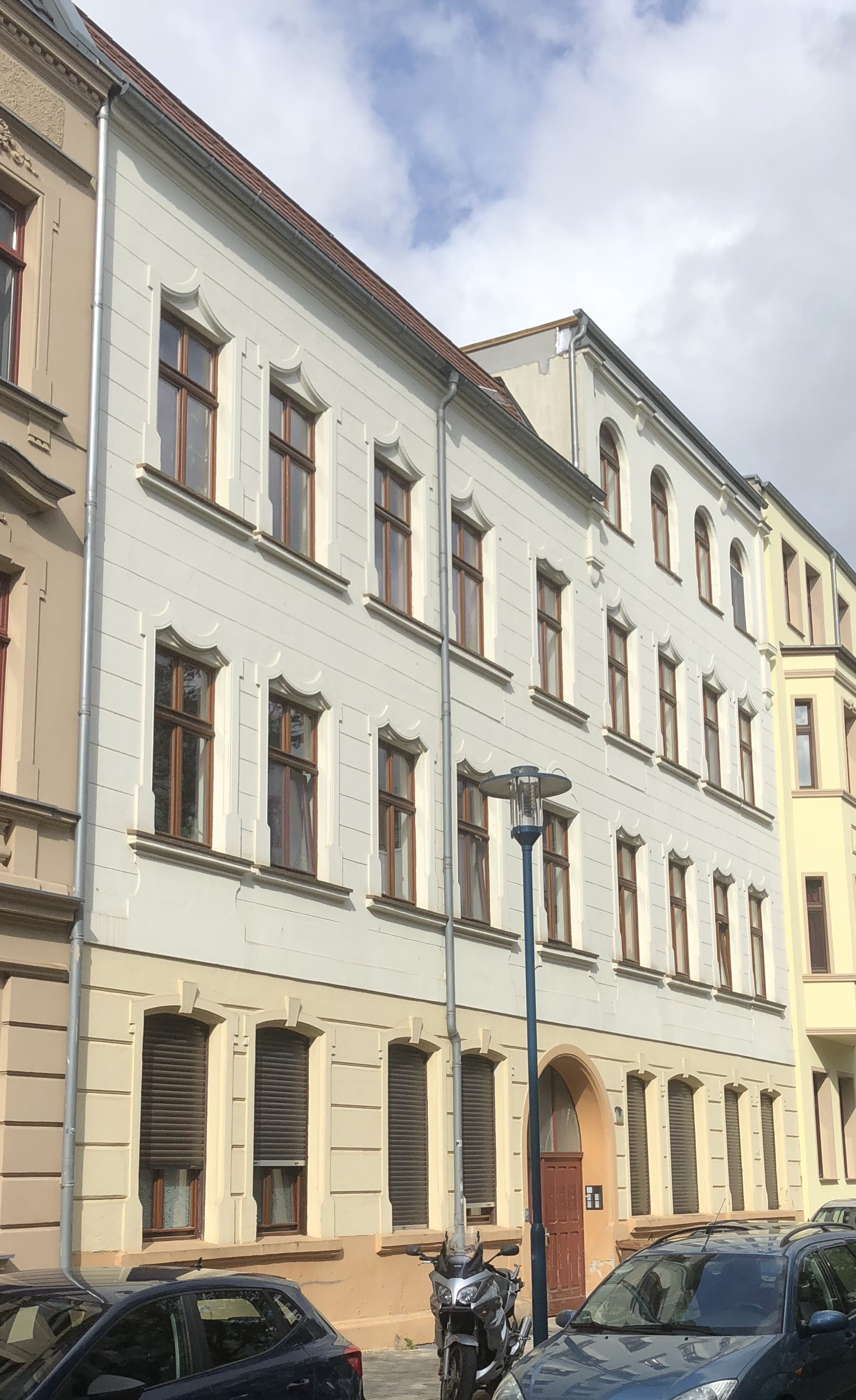
Bleckenburgstraße 8

Bleckenburgstraße 8 ist ein denkmalgeschütztes Wohnhaus in Magdeburg in Sachsen-Anhalt.

## Lage
Es steht traufständig auf der Südwestseite der Bleckenburgstraße im Magdeburger Stadtteil Buckau. Südlich grenzt das gleichfalls denkmalgeschützte Haus Bleckenburgstraße 10 an, mit dem eine symmetrische Erscheinung besteht.

## Architektur und Geschichte
Das dreieinhalb- bis viergeschossige verputzte Wohnhaus entstand in der Zeit um 1900 im Stil der Neogotik. Oberhalb des viergeschossigen Teils bestand ursprünglich ein breiter Schweifgiebel, der jedoch, anders als auf dem benachbarten Gebäude Bleckenburgstraße 10, nicht erhalten ist. Die neunachsige Fassade ist schlicht gestaltet und mit Putzbändern gegliedert. Die Fensteröffnungen sind mit Vorhangbögen verziert. 
Im örtlichen Denkmalverzeichnis ist das Wohnhaus unter der Erfassungsnummer 094 82596  als Baudenkmal verzeichnet.
Das Wohnhaus gilt als Teil der gründerzeitlichen Straßenzeile als städtebaulich bedeutsam und prägend für das Straßenbild.